# Liste des longs métrages belges proposés à l'Oscar du meilleur film international
Cet article présente la liste des longs métrages belges proposés à l'Oscar du meilleur film international depuis 1968, lors de la 40e cérémonie des Oscars. La Belgique a ainsi proposé 36 films pour concourir dans cette catégorie ; parmi eux, huit ont obtenu des nominations aux Oscars et aucun film n'a encore remporté le prix. 
L'Academy of Motion Picture Arts and Sciences (AMPAS) qui remet les Oscars du cinéma invite depuis 1957 les industries cinématographiques de tous les pays du monde à proposer le meilleur film de l'année pour concourir à l'Oscar du meilleur film en langue étrangère (autre que l'anglais). Le comité du prix supervise le processus et valide les films soumis. Par la suite, un vote à bulletin secret détermine les cinq nommés dans la catégorie, avant que le film lauréat ne soit élu par l'ensemble des membres de l'AMPAS, et que l'Oscar ne soit décerné lors de la cérémonie annuelle.

## Films proposés par la Belgique
| Année (Cérémonie) | Titre français                    | Titre original                    | Titre anglais utilisé pour la sélection | Langue                | Réalisateur(s)         | Résultat       |
| ----------------- | --------------------------------- | --------------------------------- | --------------------------------------- | --------------------- | ---------------------- | -------------- |
| 1968 (40e)        | Le Départ                         | Le Départ                         | Le Départ                               | Français              | Jerzy Skolimowski      | Non nommé      |
| 1970 (42e)        | Palaver                           | Palaver                           | Palaver                                 | Néerlandais           | Émile Degelin          | Non nommé      |
| 1971 (43e)        | Paix sur les champs               | Paix sur les champs               | Peace in the Fields                     | Français              | Jacques Boigelot       | Nommé          |
| 1973 (45e)        | Les Tueurs fous                   | Les Tueurs fous                   | The Lonely Killers                      | Français              | Boris Szulzinger       | Non nommé      |
| 1975 (47e)        | Le Conscrit                       | De loteling                       | The Conscript                           | Néerlandais           | Roland Verhavert       | Non nommé      |
| 1977 (49e)        | Rue Haute                         | Rue Haute                         | High Street                             | Français              | André Ernotte          | Non nommé      |
| 1978 (50e)        | Rubens, schilder en diplomaat     | Rubens, schilder en diplomaat     | Rubens, schilder en diplomaat           | Néerlandais           | Roland Verhavert       | Non nommé      |
| 1980 (52e)        | Femme entre chien et loup         | Een vrouw tussen hond en wolf     | Woman in a Twilight Garden              | Néerlandais           | André Delvaux          | Non nommé      |
| 1982 (54e)        | Le Grand Paysage d'Alexis Droeven | Le Grand Paysage d'Alexis Droeven | Le Grand Paysage d'Alexis Droeven       | Français              | Jean-Jacques Andrien   | Non nommé      |
| 1983 (55e)        | Minuet                            | Minuet                            | Minuet                                  | Néerlandais           | Lili Rademakers        | Non nommé      |
| 1986 (58e)        | Dust                              | Dust                              | Dust                                    | Anglais               | Marion Hänsel          | Non nommé      |
| 1987 (59e)        | Springen                          | Springen                          | Jumping                                 | Néerlandais           | Jean-Pierre De Decker  | Non nommé      |
| 1988 (60e)        | Les Noces barbares                | Les Noces barbares                | The Cruel Embrace                       | Français              | Marion Hänsel          | Non nommé      |
| 1989 (61e)        | Le Maître de musique              | Le Maître de musique              | The Music Teacher                       | Français              | Gérard Corbiau         | Nommé          |
| 1990 (62e)        | Le Sacrement                      | Het Sacrament                     | The Sacrament                           | Néerlandais           | Hugo Claus             | Non nommé      |
| 1992 (64e)        | Toto le héros                     | Toto le héros                     | Toto the Hero                           | Français              | Jaco van Dormael       | Non nommé      |
| 1993 (65e)        | Daens                             | Daens                             | Daens                                   | Néerlandais, français | Stijn Coninx           | Nommé          |
| 1994 (66e)        | Just Friends                      | Just Friends                      | Just Friends                            | Néerlandais, français | Marc-Henri Wajnberg    | Non nommé      |
| 1995 (67e)        | Farinelli                         | Farinelli - Voce regina           | Farinelli                               | Français, italien     | Gérard Corbiau         | Nommé          |
| 1996 (68e)        | Manneken Pis                      | Manneken Pis                      | Manneken Pis                            | Néerlandais           | Frank Van Passel       | Non nommé      |
| 1997 (69e)        | Le Huitième Jour                  | Le Huitième Jour                  | The Eighth Day                          | Français              | Jaco Van Dormael       | Non nommé      |
| 1998 (70e)        | Ma vie en rose                    | Ma vie en rose                    | My Life in Pink                         | Français              | Alain Berliner         | Non nommé      |
| 1999 (71e)        | Rosie, sa vie est dans sa tête    | Rosie                             | Rosie                                   | Néerlandais           | Patrice Toye           | Non nommé      |
| 2000 (72e)        | Rosetta                           | Rosetta                           | Rosetta                                 | Français              | Frères Dardenne        | Non nommé      |
| 2001 (73e)        | Everybody Famous                  | Iedereen beroemd!                 | Everybody Famous                        | Néerlandais, anglais  | Dominique Deruddere    | Nommé          |
| 2002 (74e)        | Pauline et Paulette               | Pauline en Paulette               | Pauline and Paulette                    | Néerlandais           | Lieven Debrauwer       | Non nommé      |
| 2003 (75e)        | Le Fils                           | Le Fils                           | The Son                                 | Français              | Frères Dardenne        | Non nommé      |
| 2004 (76e)        | Au-delà de la lune                | Verder dan de maan                | Sea of Silence                          | Néerlandais           | Stijn Coninx           | Non nommé      |
| 2005 (77e)        | La Mémoire du tueur               | De zaak Alzheimer                 | The Alzheimer Case                      | Néerlandais           | Erik Van Looy          | Non nommé      |
| 2006 (78e)        | L'Enfant                          | L'Enfant                          | The Child                               | Français              | Frères Dardenne        | Non nommé      |
| 2007 (79e)        | Een ander zijn geluk              | Een ander zijn geluk              | Someone Else's Happiness                | Néerlandais           | Fien Troch             | Non nommé      |
| 2008 (80e)        | Ben X                             | Ben X                             | Ben X                                   | Néerlandais           | Nic Balthazar          | Non nommé      |
| 2009 (81e)        | Eldorado                          | Eldorado                          | Eldorado                                | Français              | Bouli Lanners          | Non nommé      |
| 2010 (82e)        | La Merditude des choses           | De Helaasheid der Dingen          | The Misfortunates                       | Néerlandais           | Felix Van Groeningen   | Non nommé      |
| 2011 (83e)        | Illégal                           | Illegal                           | Illegal                                 | Français              | Olivier Masset-Depasse | Non nommé      |
| 2012 (84e)        | Bullhead                          | Rundskop                          | Bullhead                                | Néerlandais, français | Michael R. Roskam      | Nommé          |
| 2013 (85e)        | À perdre la raison                | À perdre la raison                | Our Children                            | Français              | Joachim Lafosse        | Non nommé      |
| 2014 (86e)        | Alabama Monroe                    | Alabama Monroe                    | The Broken Circle Breakdown             | Néerlandais           | Felix van Groeningen   | Nommé          |
| 2015 (87e)        | Deux jours, une nuit,             | Deux jours, une nuit,             | Two Days, One Night                     | Français              | Frères Dardenne        | Non nommé      |
| 2016 (88e)        | Le Tout Nouveau Testament         | Le Tout Nouveau Testament         | The Brand New Testament                 | Français              | Jaco Van Dormael       | Présélectionné |
| 2017 (89e)        | Les Ardennes                      | D'Ardennen                        | The Ardennes                            | Néerlandais           | Robin Pront            | Non nommé      |
| 2018 (90e)        | Le Fidèle                         | Le Fidèle                         | Racer and the Jailbird                  | Français              | Michaël R. Roskam      | Non nommé      |
| 2019 (91e)        | Girl                              | Girl                              | Girl                                    | Néerlandais, français | Lukas Dhont            | Non nommé      |
| 2020 (92e)        | Nuestras madres                   | Nuestras madres                   | Our Mothers                             | Espagnol              | César Díaz             | Non nommé      |
| 2021 (93e)        | Filles de joie                    | Filles de joie                    | Working Girls                           | Français              | Frédéric Fonteyne      | Non nommé      |
| 2022 (94e)        | Un monde                          | Un monde                          | Playground                              | Français              | Laura Wandel           | Présélectionné |
| 2023 (95e)        | Close                             | Close                             | Close                                   | Français, néerlandais | Lukas Dhont            | Nommé          |
| 2024 (96e)        | Augure                            | Augure                            | Omen                                    | Français              | Baloji                 | Non nommé      |
| 2025 (97e)        | Julie se tait                     | Julie zwijgt                      | Julie Keeps Quiet                       | Néerlandais, français | Leonardo Van Dijl      | En attente     |